# Gęsin (województwo lubuskie)
Gęsin – zniesiona osada w Polsce, położona w województwie lubuskim, w powiecie zielonogórskim, w gminie Zabór.
Miejscowość wchodzi w skład sołectwa Zabór.
W latach 1975–1998 miejscowość administracyjnie należała do województwa zielonogórskiego.
Nazwę zniesiono z 2023 r.